# Masicera bilineata
Masicera bilineata är en tvåvingeart som först beskrevs av Wulp 1890.  Masicera bilineata ingår i släktet Masicera och familjen parasitflugor. Inga underarter finns listade i Catalogue of Life.